# BTR-40
Il BTR-40 (БТР, da Бронетранспортер o Bronetransporter, letteralmente "trasportatore blindato) è un Veicolo trasporto truppe (VTT) e da ricognizione (scout car), prodotto dall'Unione Sovietica nel secondo dopoguerra. 
Destinato come successore del BA-64, è stato poi sostituito, o per meglio dire integrato, nel ruolo di VTT dal BTR-152 e nel ruolo di veicolo da ricognizione dal BRDM-1.

## Sviluppo
Lo sviluppo del BTR-40 è iniziato nei primi mesi del 1947 presso l'Ufficio Progettazione del Gorkovsky Avtomobilny Zavod (Gorkovsky Automobile Factory) sotto la guida dell'ingegnere russo V.A. Dedkov. 
I primi due prototipi furono già sul finire del 1947; il primo era armato con due mitragliatrici coassiali da 14,5 mm KPVT montate su una torretta girevole protetta da corazzature al fronte e sui lati; mentre il secondo modello non aveva alcun armamento fisso.
Entrambi i modelli però non entrarono in servizio, e nel 1950 furono progettati due nuovi prototipi, con modifiche nella corazzatura, montata anche sui fianchi e posteriormente, uno armato con due mitragliatrici pesanti coassiali da 14,5 mm, e l'altro disarmato. 
Questa volta i prototipi furono approvati rispettivamente con il nome di BTR-40A e BTR-40.
Ma gli inconvenienti si presentarono presto, le scarse doti da fuoristrada e di guado, costrinsero i progettisti a progettare una variante anfibia, il BTR-40P dove "P" sta per pławajuszczij - "nuoto".
Ma durante questa fase di progettazione, il veicolo si allontanò dal concetto "VTT" e divenne una macchina anfibia blindata, ricevendo quindi la nuova denominazione - BRDM.

## Descrizione
Il BTR-40 deriva direttamente dal camion sovietico GAZ-63 a quattro ruote motrici, che entrò in produzione nel 1946. Tuttavia, il motore proveniva dal GAZ-12 ZIM.
Le modifiche principali furono l'adozione nello scafo di due portelloni laterali per il comandante e il conducente e una porta sul retro. Il veicolo può trasportare fino a otto soldati completamente equipaggiati o 1 tonnellata di carico.

### Protezione
La blindatura del BTR-40 varia da 6 a 8 mm di spessore, dando la protezione per armi da fuoco leggere, ma inefficace contro l'artiglieria. 
Gli pneumatici non sono protetti da corazzatura, quindi molto vulnerabili, così come è privo di copertura corazzata superiore, copertura che consiste solo in una copertura di tela per proteggere l'equipaggio, o le merci trasportate da pioggia e neve, questo lo rende in grado di montare una qualsiasi mitragliatrice.

### Armamento
La variante BRT-40A, quella armata, monta tre mitragliatrici medie da 7,62 mm, una nella parte anteriore del vano di carico, e altre due ai lati. Il veicolo inoltre dispone di porte con feritoie per fare fuoco su entrambi i lati dello scafo che consentono fino a quattro soldati di usare le loro armi protetti dalla corazza del veicolo.

### Manovrabilità
Come il camion GAZ-63, il BTR-40 ha trazione integrale permanente; le differenze con la versione civile sono nel telaio, più corto rispetto al GAZ-63, e gli ammortizzatori supplementari. Il BTR-40 ha inoltre un motore più potente, e un angolo di sterzata aumentato a 7,5 m.

### Equipaggiamento
Il veicolo è equipaggiato con una ricetrasmittente con una capacità di 20–25 km, un argano frontale, con una capacità massima di 4,5 tonnellate e 70 metri di cavo. 
Non ha alcuna protezione contro agenti nucleari, biologici e chimici, e nessuna attrezzatura per la visione notturna.

## Servizio
Il BTR-40 è stato mostrato per la prima volta durante una parata militare a Mosca nel 1950, e usato dall'Armata Rossa dallo stesso anno come VTT, e veicolo da ricognizione, sostituito poi dal BTR-152 quando furono palesi le sue difficoltà sui campi di battaglia.

### Servizio all'estero

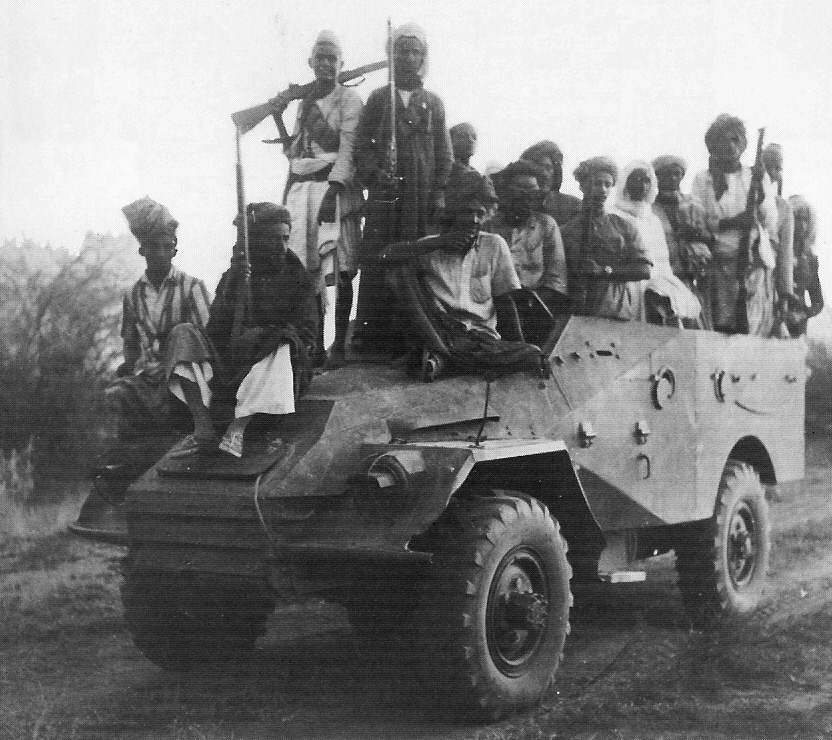
BTR-40 ex-egiziano catturato dai guerriglieri realisti durante la guerra civile nello Yemen del Nord

Il BTR-40 ha cominciato ad entrare in servizio in altri due paesi membri del Patto di Varsavia, vale a dire la Germania Est e la Polonia, dove è stato utilizzato come veicolo standard, per il trasporto truppe, fino all'entrata in servizio del BTR-152; gli ultimi modelli di BRT-40 furono ritirati nei primi anni 1970.
Il veicolo è stato venduto anche a molti paesi arabi e africani negli anni '50 e primi anni '60.
La Repubblica Popolare Cinese sviluppò una copia del BTR-40, denominata Tipo 55. Non si sa quanti di questi veicoli entrarono in servizio nell'Esercito popolare di liberazione. 
Il veicolo inoltre è stato esportato anche in Corea del Nord, probabilmente come parte di un programma di assistenza militare durante la Guerra di Corea, che ha visto combattere per la prima volta il BRT-40. È stato poi utilizzato dal Vietnam del Nord  durante la Guerra del Vietnam.
Il BTR-40 è entrato in servizio durante la guerra civile in Yemen.

## Varianti

### Unione Sovietica
- BTR-141 (1947) - prototipo originale
- BTR-40 (1950) - modello di produzione originale.
- BTR-40A (1950) - BTR-40 armato con due ZPTU-2 da 14,5 mm e una torretta, in seguito utilizzata anche nel BTR-152A, azionata manualmente da un solo soldato mobile a 360° con elevazione tra -5° e 80°. Questa variante non ha le feritoie sui lati dello scafo.
- BTR-40V (1956) - BTR-40 dotato di un sistema esterno di regolazione centralizzato della pressione degli pneumatici.
- BTR-40B (1957) - BTR-40V, con un tetto blindato con quattro portelli. Il veicolo dispone di un filtro/sistema di ventilazione, sistema di protezione contro agenti nucleari, chimici e batteriologici (NBC) e sistema centrale di regolazione della pressione degli pneumatici. L'equipaggio in questa versione è stato ridotto da 2 + 8 passeggeri a 2 + 6.
- BTR-40Kh - veicolo da ricognizione NBC.
- BTR-40ZhD (1959) - BTR-40 bimodale dotata di ruote ferroviarie montate nella parte anteriore e posteriore del veicolo su speciali supporti.
- BRDM-1 - auto anfibia blindata derivata dal BTR-40.

### Repubblica Popolare Cinese
- Typo 55 - copia cinese del BTR-40.

### Cuba
- BTR-40A-AA - Veicolo cubano di difesa aerea. Esso utilizza il telaio e la parte anteriore del blindato BTR-40, ma il comparto delle truppe è stato rimosso in favore di una piattaforma quadrata armata con mitragliatrici pesanti.
- BTR-40A-PB - BTR-40 armati con un missile guidato anticarro (ATGM).
- Jababli - BTR-40 munito di un 3M11 Falanga (AT-2 Swatter) ATGM montato su una piattaforma di lancio, la NATO ha dato la denominazione M1975/4.

### Germania Est
- SPW-40 - la denominazione della Germania orientale per il BTR-40.
- SPW-40A - la denominazione della Germania orientale per il BTR-40A.
- SPW-40Ch- la denominazione della Germania orientale per il BTR-40Kh.
- SPW-40 - BRT-40 convertito in cacciacarri armato con un lanciagranate ATGM in grado di sparare 9M14 Maljutka e dotato di tetto nel vano truppe. Questa variante non ha le porte dotate di feritoie.

### Indonesia

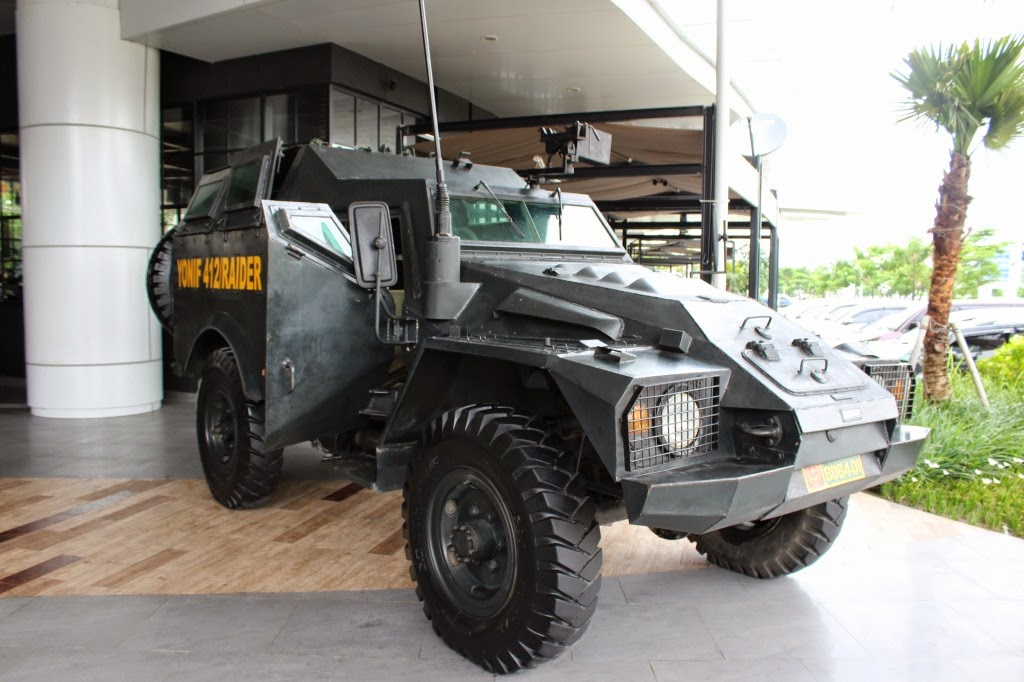
BTR-40 modernizzato delle forze di sicurezza indonesiane

- BTR-40 - armato con quattro lanciagranate su entrambi i lati dello scafo.
- BTR-40 - armato con un cannone da 40 mm su torretta angolare nella parte superiore della sovrastruttura all'interno del comparto delle truppe, ma anche quattro lanciagranate fumogene su entrambi i lati dello scafo.

### Israele
- BTR-40 - dotato di supporti per la mitragliatrice statunitense M1919A4 da 7,62 mm, uno nella parte anteriore del vano di truppe e due ai lati.